# كاتينغا
سرج الثلج وتعرف أيضا باسم كاتينغا، وهي إحدى القمم الرئيسية في جبال الهيملايا في النيبال. ترتفع قمة الكاتينغا 6,782 مترا. تُسلقت القمة لأول مرة عام 1963. ما بين 22 و29 أكتوبر من عام 1986، تسلقه جاي سميث ومارك هيسي وكريغ ريزون من الكتف الشمالي الشرقي  تسلقا فردا (تسلق ألبيني).